# Hume (rzeka)
Hume – rzeka we Francji przepływająca przez teren departamentu Aveyron. Ma długość 8,3 km. Stanowi prawy dopływ rzeki Céor.

## Geografia
Hume swoje źródła ma między osadami Le Caucart i La Calmette, na pograniczu gmin Cassagnes-Bégonhès i Centrès. Rzeka generalnie płynie w kierunku południowo-zachodnim. Uchodzi do rzeki Céor w Meljac. 
Hume w całości płynie na terenie departamentu Aveyron, w tym na obszarze 3 gmin: Centrès (źródło), Cassagnes-Bégonhès oraz Meljac (ujście).